# 헥스텟
헥스텟(hextet)은 16비트를 묶어 부르는 말이고 이는 곧 네 니블을 일컫는 말이기도 하다. 니블은 일반적으로 16진수 포맷으로 알려져 있고 헥스텟은 결국 (16 × 4)진수 정보 단위이다. 또한 헥스텟은 IPv6 네트위크의 각각의 8 블럭을 비공식적으로 칭하는 말이기도 하다.

## 역사
사실 정확한 용어는 sexdecet이 되어여 하지만(직접 관련된 용어 옥텟), 그것이 말하기 어렵기 때문에 짧은 형태인 헥스텟이 사용된다. 그러나 "옥텟"과 같은 원리로 헥스텟은 16 비트 보다는 6 비트에 더 잘 어울린다.
만료된 인터넷인 드래프트(Draft)는 헥스텟을 대신할 용어를 찾고자 했다. 이를테면 퀴블(Quad Nibble)처럼.
어찌됐건 헥스텟은 드래프트에서부터 만들어졌고, IETF에서 공인해주지도 않았다. 헥스텟은 IPv6에 관한 기술 서적에서 처음 사용되었다. IETF의 헥스텟 공인 이후,그것을 조각(Pieces)이라 부르며 참조만 했다. 하지만 아마 그것은 아직도 비인도성 단위일 것이다.
시스코 시스템즈 소스는 헥스텟을 쿼텟 과 동일하게 IPv6.com에서 일반적으로 사용했다. 네 개의 16진수 코드를 묶는 것, 곧 네 니블을 묶어서 취급하는 것이 헥스텟의 정의이나, 이 용어는 가끔 네 비트를 묶어서 부르는 데도 사용된다. 이는 결국 하나의 니블과 동일하다.

## 같이 보기
- 니블
- 옥텟